# Science of Sleep (Band)
Science of Sleep war eine 2010 gegründete Deathcore-Band aus Braunschweig.

## Geschichte

Sänger Marcus Jasak (2013)

Science of Sleep wurde im Jahr 2010 in Braunschweig gegründet und besteht aus Sänger Marcus Jasak, den beiden Gitarristen Sven Weber und Nils Reuter, sowie Bassist Philipp Heinemann und Schlagzeuger Dennis Kosinski. Zu den Gründungsmitgliedern gehörten allerdings Domenik Pasust (E-Gitarre) und Fabian Becker (Schlagzeug).
Im September 2011 erschien die EP Affliction, welche für eine große Aufmerksamkeit sorgte und das Interesse des Labels Bastardized Recordings weckte. Das Label nahm die Gruppe im Januar 2012 unter Vertrag und legte die EP mit einem Bonustitel neu auf. Anfang 2013 spielte die Gruppe ein paar Konzerte mit Here Comes the Kraken und Thy Art Is Murder. Bei dem Auftritt in Berlin am 27. Februar 2013 sprang Sänger Marcus Jasak spontan für den zwischenzeitlich erkrankten Chris McMahon als Sänger ein. Am 14. Juni 2013 erschien mit Exhaust das Debütalbum der Band über der Plattenfirma. Es wurde von Simon Hawemann, einem Musiker der Band War from a Harlots Mouth, produziert. Im September 2013 startete die Gruppe ihre erste überregionale Konzertreise, welche neun Konzerte umfasste. Die Auftritte fanden in Frankfurt am Main, Stuttgart, Berlin, Idar-Oberstein, Freiburg im Breisgau, Vlaardingen in den Niederlanden, Düsseldorf, München und in Hannover statt. Begleitet wurde die Gruppe von The Green River Burial, die ebenfalls bei Bastardized Recordings unter Vertrag stehen.
Im Dezember 2013 spielte die Gruppe gemeinsam mit Nasty, Desolated (nur in Köln) und Coldburn als Vorband für War from a Harlots Mouth auf deren Abschiedstournee. Die Gruppe spielte vereinzelt zudem mit Gruppen wie Suffokate, Blind Witness, King Conquer, Myra, Obituary, Final Prayer, Breakdown of Sanity und First Blood.
Am 19. April 2014 spielte die Gruppe auf dem Impericon Festival in Leipzig, wo auch Gruppen wie Maroon, Asking Alexandria, Deez Nuts, Stick to Your Guns, Betraying the Martyrs, Northlane und Hatebreed auftraten. Am 21. Juni 2014 spielt die Band auf dem Summerblast Festival im Exzellenzhaus in Trier. Die Gruppe wurde für das Summer Breeze, dass Mitte August in Dinkelsbühl stattfinden wird, bestätigt.
Nach mehreren Teasern und einer veröffentlichten Single wurde am 18. September 2016 mit Hellmouth das zweite Album für den 25. November angekündigt. Am 24. Januar 2017 gaben die Musiker die Auflösung der Band bekannt.

## Stil und Rezeption
Beschrieben wird der Musikstil als eine Mischung aus Deathcore. Als musikalische Einflüsse seien – besonders auf der EP Affliction – Gruppen wie Despised Icon, The Faceless, Cryptopsy oder Annotations of an Autopsy zu nennen. Der Gesang bewegt sich in den Sphären von Whitechapel und The Black Dahlia Murder. Philipp Heinemann, Bassist der Band, nennt Gruppen wie Thy Art Is Murder, War from a Harlots Mouth, Whitechapel und Molotov Solution als musikalische Einflüsse.
In den Texten der Band geht es hauptsächlich um Krieg, Gewalt, Psychosen, korrupte Politik und Religion. Der Song Auri Sacra Fames (lat. für Der verfluchte Hunger nach Gold) ist eine Anspielung auf dem Kapitalismus, welcher laut Heinemann, ohne Rücksicht auf Verluste unzählige Opfer fordert.
Laut Andreas Kuhlmann vom Ox-Fanzine schafften die Musiker es, die Qualität auf Exhaust im Vergleich zu der EP Affliction weiter zu steigern. Beim Soundcheck im Legacy landete Exhaust auf Platz 46. Der Bandname ist an dem französischen Film Science of Sleep – Anleitung zum Träumen angelehnt.

## Diskografie
EPs
- 2011: Affliction (Eigenproduktion, 2012 über Bastardized Recordings neu aufgelegt)

Alben
- 2013: Exhaust (Bastardized Recordings)
- 2016: Hellmouth (Bastardized Recordings)